# Ориндж (компания)
Ориндж (произнася се Оранжево) е френска телекомуникационна компания. В края на 2019 г. тя имаше почти 266 милиона клиенти по целия свят, което е повече от обявените през 2018 г. През 2019 г. компанията е лидер или втори оператор в 75% от европейските държави, в които е създадена. И в 83% от страната в Африка и Близкия изток.